# 6214 Mikhailgrinev
A 6214 Mikhailgrinev (ideiglenes jelöléssel 1971 SN2) a Naprendszer kisbolygóövében található aszteroida. Tamara Mihajlovna Szmirnova fedezte fel 1971. szeptember 26-án.